# Polo de la eclíptica
El polo de la eclíptica es el punto de la esfera celeste donde incide cualquier línea imaginaria perpendicular al plano de la eclíptica (definido por el recorrido de la Tierra en su órbita alrededor del Sol).
| El Polo Norte de la Eclíptica es Draco | El Polo Sur de la Eclíptica es Dorado |

Debido a la precesión, el polo celeste describe un círculo alrededor de los polos de la eclíptica una vez cada 25.776 años.
Los polos de la eclíptica son (Época astronómica del 1 de enero de 2000):
- (Norte) ascensión recta 18h 0m 0.0s (exacta), declinación +66° 33′ 38,55″
- (Sur) ascensión recta 6h 0m 0.0s (exacta), declinación −66° 33′ 38,55″

Están expresados en coordenadas ecuatoriales, como consecuencia de la oblicuidad de la eclíptica respecto al eje de la Tierra.
No es posible fijar los polos de la eclíptica en el zenith en un cielo oscuro. Por definición, los polos de la eclíptica están localizados a 90 grados de la posición del Sol. Por lo tanto, siempre que el polo de la eclíptica está en el zenith, el Sol tiene que estar en el horizonte. Los polos de la eclíptica pueden coincidir con el zenith en el círculo polar ártico y en el antártico.